# GEブラジウ
GEブラジル  (ポルトガル語: Grêmio Esportivo Brasil) 、通称ブラジウ・ジ・ペロタス (Brasil de Pelotas) は、ブラジル・リオグランデ・ド・スル州ペロタスを本拠地とするサッカークラブである。

## 歴史
1911年9月7日、ブラジルの独立記念日に創設された。設立当初、クラブカラーはブラジルの国旗と同じ黄と緑だったが、ライバルのECペロタスと似ていたため、のちに赤と黒に変更された。
クラブの歴史上、最も大きな成功を収めたのは1985年のカンピオナート・ブラジレイロで、CRフラメンゴに勝利し準決勝まで進んだ。しかし準決勝でバングーに敗れ、決勝進出とはならなかった。
以降、クラブはカンピオナート・ブラジレイロでは大した成績を収められていない。2004年にカンピオナート・ガウショ（リオグランデ・ド・スル州選手権）2部で優勝し、久々にタイトルを獲得した。
2009年1月16日、サンタクルスFCとの親善試合から戻る途中、チームバスがリオグランデ・ド・スル州の渓谷に突っ込み、40m滑落した。この事故で選手2名とコーチ1名が死亡し、20名以上が負傷した。

## タイトル

### 国内タイトル
- カンピオナート・ガウショ : 1回
  - 1919
- カンピオナート・ガウショ2部 : 3回
  - 1961, 2004, 2013
- コパ・ゴヴェルナドール : 1回
  - 1972
- カンピオナート・シタジーニョ : 23回
  - 1917, 1919, 1921, 1926, 1927, 1931, 1937, 1941, 1942, 1946, 1948, 1949, 1950, 1952, 1953,
1954, 1955, 1961, 1962, 1963, 1964, 1970, 1977

### 国際タイトル
なし

## 過去の成績
| セリエA優勝 | セリエA準優勝 | 上位リーグ昇格 | 下位リーグ降格 |
| シーズン | リーグ  | 順位     | 勝点     | 試合数   | 勝       | 分       | 敗       | 得点     | 失点     |
| -------- | ------- | -------- | -------- | -------- | -------- | -------- | -------- | -------- | -------- |
| 2006     | セリエC | 7位      | 49       | 32       | 15       | 4        | 13       | 40       | 43       |
| 2007     | セリエC | 参戦せず | 参戦せず | 参戦せず | 参戦せず | 参戦せず | 参戦せず | 参戦せず | 参戦せず |
| 2008     | セリエC | 6位      | 49       | 32       | 14       | 7        | 11       | 43       | 44       |
| 2009     | セリエC | 6位      | 17       | 10       | 5        | 2        | 3        | 13       | 12       |
| 2010     | セリエC | 14位     | 10       | 8        | 2        | 4        | 2        | 4        | 5        |
| 2011     | セリエC | 19位     | 2        | 8        | 2        | 2        | 4        | 11       | 17       |
| 2012     | セリエD | 25位     | 9        | 8        | 2        | 3        | 3        | 6        | 7        |
| 2013     | セリエD | 参戦せず | 参戦せず | 参戦せず | 参戦せず | 参戦せず | 参戦せず | 参戦せず | 参戦せず |
| 2014     | セリエD | 2位      | 29       | 16       | 8        | 5        | 3        | 20       | 10       |
| 2015     | セリエC | 4位      | 35       | 22       | 8        | 11       | 3        | 31       | 20       |
| 2016     | セリエB | 11位     | 54       | 38       | 14       | 12       | 12       | 40       | 38       |
| 2017     | セリエB |          |          |          |          |          |          |          |          |

## 歴代所属選手
- ワシントン 2012-2016
- ファビアーノ・エレル 2012